# Hogna suprenans
Hogna suprenans este o specie de păianjeni din genul Hogna, familia Lycosidae. A fost descrisă pentru prima dată de Chamberlin în anul 1924. Conform Catalogue of Life specia Hogna suprenans nu are subspecii cunoscute.